# Amici di Maria De Filippi
Amici di Maria De Filippi (meist kurz Amici, anfangs Saranno Famosi) ist eine italienische Castingshow, die aktuell auf dem Sender Canale 5 ausgestrahlt und von Maria De Filippi moderiert wird. Bisher wurden 20 Staffeln produziert, womit es sich um die langlebigste Castingshow des italienischen Fernsehens handelt.

## Ausstrahlung und Konzept

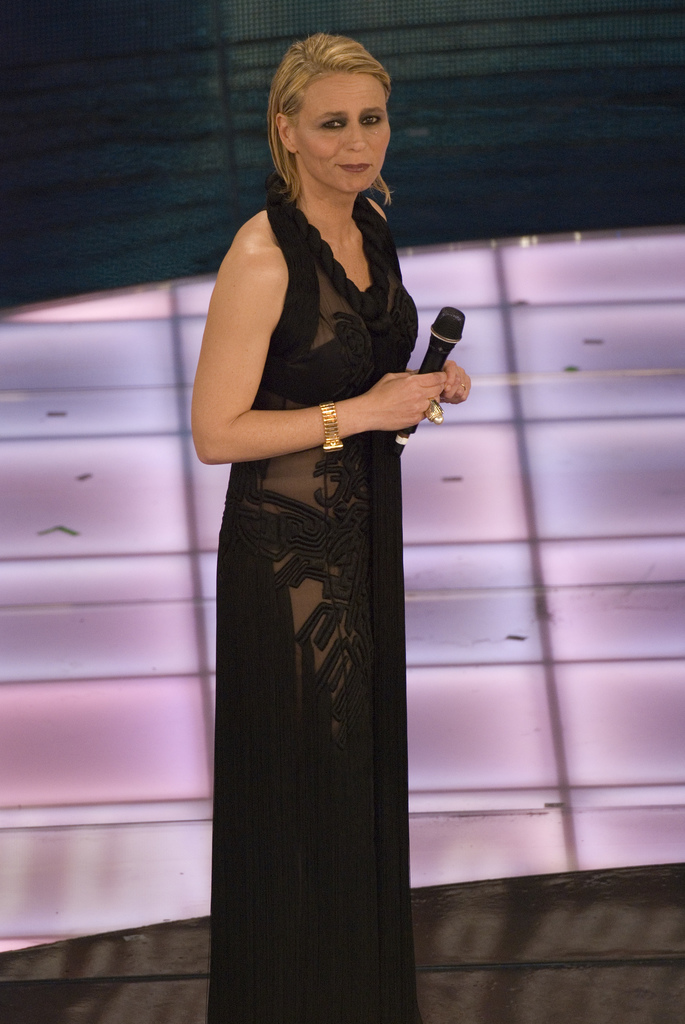
Maria De Filippi, 2009

Die Castingshow startete 2001 unter dem Namen Saranno Famosi und wurde Anfang 2003 umbenannt, da Verwechslungsgefahr mit der in Italien gleichnamigen Fernsehserie Fame – Der Weg zum Ruhm bestand. Die erste Staffel wurde von Italia 1 ausgestrahlt, die zweite bereits zum Teil auf Canale 5, bis die Sendung ab der dritten Staffel endgültig zu Canale 5 wechselte.
Amici ist als Schule konzipiert: Etwa ein Schuljahr lang werden die etwa 20 gecasteten „Schüler“ von teils prominenten „Lehrern“ in der jeweiligen Kategorie ausgebildet und dabei von Kameraleuten begleitet. Die Kategorien wechselten im Lauf der Jahre: Zunächst waren Sänger, Tänzer (Jazz, Hip-Hop, klassisch), Schauspieler, Musiker und Fernsehmoderatoren zugelassen; in der zweiten Staffel fielen Musiker und Fernsehmoderatoren weg; in der sechsten kamen kurzzeitig Turner dazu; ab der neunten Staffel fielen Schauspieler weg, während kurzzeitig Operngesang dazukam; ab der zwölften Staffel wurde Rap zugelassen, ab der 13. kamen noch Bands und Breakdancegruppen sowie lateinamerikanischer Tanz dazu.
Die ausgestrahlte Fernsehsendung ist in zwei Phasen unterteilt: In der ersten wird die Ausbildung der Teilnehmer gezeigt, die jeweils von ihren Lehrern und zuletzt (seit den neunten Staffel) von einer Jury beurteilt werden; in der zweiten Phase treten die Teilnehmer öffentlich auf und werden von den Fernsehzuschauern mittels Televoting bewertet. Im Finale wird neben der Bestimmung eines Siegers durch das Televoting auch (seit der dritten Staffel) ein Kritikerpreis von den Journalisten vergeben; es geht um Geldpreise (darunter ein Stipendium) und einen Vertrag mit Mediaset.

## Ausgaben und Gewinner
| Staffel | Jahr | Sieger(in)          | Sieger(in) | Zweitplatzierte(r)  | Zweitplatzierte(r) | Drittplatzierte(r)     | Drittplatzierte(r) | Kritikerpreis          | Kritikerpreis |
| Staffel | Jahr | Name                | Kategorie  | Name                | Kategorie          | Name                   | Kategorie          | Name                   | Kategorie     |
| ------- | ---- | ------------------- | ---------- | ------------------- | ------------------ | ---------------------- | ------------------ | ---------------------- | ------------- |
| 1       | 2002 | Dennis Fantina      | Gesang     | Marianna Scarci     | Tanz               | Ermanno Rossi          | Tanz               | —                      | —             |
| 2       | 2003 | Giulia Ottonello    | Gesang     | Anbeta Toromani     | Tanz               | Timothy Snell          | Gesang             | —                      | —             |
| 3       | 2004 | Leon Cino           | Tanz       | Sabrina Ghio        | Tanz               | Samantha Fantauzzi     | Schauspiel         | Gian De Martini        | Gesang        |
| 4       | 2005 | Antonino Spadaccino | Gesang     | Francesco De Simone | Tanz               | Klajdi Selimi          | Tanz               | Antonino Spadaccino    | Gesang        |
| 5       | 2006 | Ivan D’Andrea       | Tanz       | Andrea Dianetti     | Schauspiel         | Rita Comisi            | Gesang             | Rita Comisi            | Gesang        |
| 6       | 2007 | Federico Angelucci  | Gesang     | Agata Reale         | Tanz               | Karima Ammar           | Gesang             | Karima Ammar           | Gesang        |
| 7       | 2008 | Marco Carta         | Gesang     | Roberta Bonanno     | Gesang             | Pasqualino Maione      | Gesang             | Francesco Mariottini   | Tanz          |
| 8       | 2009 | Alessandra Amoroso  | Gesang     | Valerio Scanu       | Gesang             | Luca Napolitano        | Gesang             | Alessandra Amoroso     | Gesang        |
| 9       | 2010 | Emma Marrone        | Gesang     | Loredana Errore     | Gesang             | Pierdavide Carone      | Gesang             | Pierdavide Carone      | Gesang        |
| 10      | 2011 | Denny Lodi          | Tanz       | Giulia Pauselli     | Tanz               | Vito Conversano        | Tanz               | Annalisa Scarrone      | Gesang        |
| 10      | 2011 | Virginio Simonelli  | Gesang     | Annalisa Scarrone   | Gesang             | Francesca Nicolì       | Gesang             | Annalisa Scarrone      | Gesang        |
| 11      | 2012 | Giuseppe Giofrè     | Tanz       | Francesca Dugarte   | Tanz               | Nunzio Perricone       | Tanz               | Carlo Alberto Di Micco | Gesang        |
| 11      | 2012 | Gerardo Pulli       | Gesang     | Ottavio De Stefano  | Gesang             | Carlo Alberto Di Micco | Gesang             | Carlo Alberto Di Micco | Gesang        |
| 11      | 2012 | Alessandra Amoroso  | Big        | Emma                | Big                | Marco Carta            | Big                | Annalisa               | Big           |
| 12      | 2013 | Moreno Donadoni     | Gesang     | Greta Manuzi        | Gesang             | Nicolò Noto            | Tanz               | Moreno Donadoni        | Gesang        |
| 13      | 2014 | Deborah Iurato      | Gesang     | Dear Jack           | Gesang             | Vincenzo Durevole      | Tanz               | Dear Jack              | Gesang        |
| 14      | 2015 | The Kolors          | Gesang     | Briga               | Gesang             | Virginia Tomarchio     | Tanz               | The Kolors             | Gesang        |
| 15      | 2016 | Sergio Sylvestre    | Gesang     | Elodie Di Patrizi   | Gesang             | Gabriele Esposito      | Tanz               | Elodie Di Patrizi      | Gesang        |
| 16      | 2017 | Andreas Müller      | Tanz       | Riccardo Marcuzzo   | Gesang             | Federica Carta         | Gesang             | Sebastian Melo Taveira | Tanz          |
| 17      | 2018 | Irama               | Gesang     | Carmen Ferreri      | Gesang             | Einar Ortiz            | Gesang             | Lauren Celentano       | Tanz          |
| 18      | 2019 | Alberto Urso        | Gesang     | Giordana Angi       | Gesang             | Rafael Quenedit Castro | Tanz               | Giordana Angi          | Gesang        |
| 19      | 2020 | Gaia Gozzi          | Gesang     | Javier Rojas        | Tanz               | Giulia Molino          | Gesang             | Javier Rojas           | Tanz          |
| 20      | 2021 | Giulia Stabile      | Tanz       | Sangiovanni         | Gesang             | Alessandro Cavallo     | Tanz               | Sangiovanni            | Gesang        |
| 21      | 2022 | Luigi Strangis      | Gesang     | Michele Esposito    | Tanz               | Serena Carella         | Tanz               | Sissi                  | Gesang        |
| 22      | 2023 | Mattia Zenzola      | Tanz       | Angelina Mango      | Gesang             | Wax                    | Gesang             | Angelina Mango         | Gesang        |
| 23      | 2024 | Sarah Toscano       | Gesang     | Marisol Castellanos | Tanz               | Petit                  | Gesang             | Marisol Castellanos    | Tanz          |
| 24      | 2025 | Daniele Doria       | Tanz       | Trigno              | Gesang             | Alessia Pecchia        | Tanz               | Antonia Nocca          | Gesang        |